# Anya Niewierra
Anna Agnes Johan (Anja, Anya) Niewierra (Kerkrade, 5 mei 1964) is een Nederlandse schrijfster van voornamelijk literaire thrillers. Ze ontving de Koninklijke onderscheiding Officier in de Orde van Oranje Nassau vanwege haar inzet voor duurzaam toerisme in Limburg, Nederland en Europa.

## Leven en werk
Niewierra behaalde haar gymnasiumdiploma aan het Gymnasium Rolduc. Daarna studeerde zij in 1987 cum laude af aan de Nationale Hogeschool voor Toerisme en Verkeer in Breda met als afstudeerrichting 'toerisme economisch'. Van 1993 tot 2025 was Niewierra Algemeen Directeur van Visit Zuid-Limburg, de VVV in Zuid-Limburg.
Niewierra's moedertaal is het Ripuarisch. Ze leerde pas Nederlands op haar 6e levensjaar. Het Ripuarisch is een middel Frankische taal die o.a. wordt gesproken in de grensstreek van Kerkrade, Vaals, Bocholtz, Simpelveld, Aken (D) en Eupen (B).
Niewierra maakte in 2010 haar schrijversdebuut met het boek Zuid-Limburg, toen... en nu - hoe 125 jaar toerisme Zuid-Limburg veranderde dat ze in samenwerking met Marianne Laarakkers schreef ter gelegenheid van de viering van het 125-jarig bestaan van VVV's in Nederland. Op de plechtigheid van 26 maart 2010 in Valkenburg aan de Geul was ook toenmalig koningin Beatrix aanwezig.
Voor haar thrillerdebuut Vrij uitzicht, verschenen in 2013, deed ze inspiratie op in het bergdorp Mosset in de Pyrénées-Orientales.
Het dossier, Niewierra's tweede thriller (2018), stond als de hoogst beoordeelde thriller van een Nederlandse auteur in de 'Hebban 1000' in 2018 en 2019.
Haar boek De Camino (2021) stond bijna drie jaar in De Bestseller 60 van best verkochte boeken in Nederland.
Het boek Ook dat nog (2022) schreef ze samen met haar dochter Merel Godelieve.
Haar 5e thriller De nomade kwam op 4 juni 2024 binnen op nummer 1 in De Bestseller60, de wekelijkse lijst met de best verkochte boeken van Nederland.   
In augustus 2024 zorgde Niewierra voor een primeur door met vijf boeken tegelijk - alle thrillers die ze tot dan toe gepubliceerd had - in De Bestseller 60 van bestverkochte boeken in Nederland te staan. 
Op 30 mei 2024 werd Niewierra voor De Camino bekroond met een Gouden Boek. Deze oorkondes worden door de CPNB uitgereikt aan boeken waarvan in Nederland meer dan respectievelijk 200.000, 350.000 en 500.000 exemplaren zijn verkocht en op 23 januari 2025 volgde de Platina Boek vanwege een verkoop in Nederland van meer dan 350.000 exemplaren .
Op 23 januari 2025 noemde De Volkskrant Niewierra ‘De nieuwe Koningin van de Nederlandse Letteren’.
De Camino is in 2024 vertaald in het Spaans, Catalaans en Italiaans en verschijnt in 2025/2026 in het Frans, Pools en Engels.
Op 2 juli 2025 bereikte Niewierra een zeer bijzondere mijlpaal. Volgens het CPNB is het nooit eerder voorgekomen dat een Nederlandse schrijver maar liefst vier boeken tegelijkertijd in De Bestseller 60 had, die tevens allemaal meer dan een jaar (52 weken) in de lijst hebben gestaan. Het betrof hier De Camino, Het bloemenmeisje, Het dossier en De nomade.

## Inzet voor toerisme
Naast haar schrijverschap en het directeurschap van Visit Zuid-Limburg was Niewierra van 2016 tot 2024 bestuurslid van NECSTouR in Brussel, een Europees samenwerkingsverband van toeristische regio's.
Vanwege haar jarenlange inzet voor duurzaam toerisme in Limburg, Nederland en Europa ontving Niewierra op 26 april 2023 de Koninklijke onderscheiding Officier in de Orde van Oranje Nassau.
Op 19 februari 2025 ontving ze bij gelegenheid van haar afscheid als VVV-directeur uit handen van Gouverneur Emile Roemer de ‘Erepenning van Limburg’. Dit vanwege haar verdiensten voor Limburg. Deze erepenning is een exclusieve onderscheiding die wordt toegekend aan personen die op enigerlei manier zeer uitnemende verdiensten verworven hebben voor de provincie Limburg en haar bevolking.
Op 19 februari 2025 ontving ze ook de ‘Gouden Applaus Award’ van de Regio Parkstad Limburg. Dit vanwege haar inzet voor het toerisme in de voormalige Oostelijke Mijnstreek.   
In 2018 ontving zij de Zwarte Kater, een onderscheiding van de Kerkraadse Raad van Carnavalsprinsen, de Prinse Road Kirchroa. Dit vanwege haar bijzondere verdiensten voor haar geboorteplaats Kerkrade in het algemeen en de Kerkraadse cultuur in het bijzonder.

## Onderscheidingen en nominaties voor schrijverschap
- 2014 - Shortlist Schaduwprijs 2014 (voor het beste oorspronkelijk Nederlandstalige thrillerdebuut) voor Vrij uitzicht[19]
- 2014 - Shortlist Crimezone Thriller Awards voor Vrij uitzicht[8]
- 2017 - Shortlist Hebban Thrillerprijs voor Het dossier[20]
- 2020 - Hebban Thrillerprijs voor Het bloemenmeisje[8]
- 2020 - Shortlist Vrouwenthriller van het jaar 2020 voor Het bloemenmeisje
- 2020 - Shortlist Thrillers & More Award 2020 voor Het bloemenmeisje
- 2021 - Thrillzone Award Beste Nederlandse Thriller voor De Camino
- 2022 - Hebban Thrillerprijs voor De Camino[21]
- 2023  - NS Publieksprijs voor De Camino[22]
- 2024 - Shortlist Thrillzone Award voor De nomade[23]
- 2025 - Shortlist Hebban Thrillerprijs voor De nomade[24]
- 2025 - Shortlist Storytel Award voor De nomade[25]

## Bestseller 60
| Boeken met noteringen in de Nederlandse Bestseller 60 | Jaar van verschijnen | Datum van binnenkomst | Hoogste positie | Aantal weken | Opmerkingen |
| ----------------------------------------------------- | -------------------- | --------------------- | --------------- | ------------ | ----------- |
| De Camino                                             | 2021                 | 30-06-2021            | 1(5wk)          | 162*         |             |
| Het dossier                                           | 2023                 | 08-11-2023            | 37              | 69*          |             |
| Het bloemenmeisje                                     | 2020                 | 07-02-2024            | 38              | 77*          |             |
| De nomade                                             | 2024                 | 05-06-2024            | 1(2wk)          | 59*          |             |
| Vrij uitzicht                                         | 2013                 | 28-08-2024            | 46              | 16*          |             |